# Marit Berger Røsland
Marit Berger Røsland, født 21. september 1978 i Lørenskog, er en  norsk advokat og politiker (Høyre). Hun var EØS- og EU-minister fra 20. oktober 2017 til 17. januar 2018.